# Teuscheria pickiana
Teuscheria pickiana är en orkidéart som först beskrevs av Rudolf Schlechter, och fick sitt nu gällande namn av Leslie Andrew Garay. Teuscheria pickiana ingår i släktet Teuscheria och familjen orkidéer. Inga underarter finns listade i Catalogue of Life.